# Харпер, Рой
Рой Харпер (англ. Roy Harper; 12 июня 1941, Манчестер, Англия) — британский рок/фолк певец, композитор и гитарист.
Харпер также известен своим длительным сотрудничеством с Джимми Пэйджем и Робертом Плантом, которые являли собой часть состава группы Led Zeppelin в 1970-м году, и своим исполнением песни «Have a Cigar» группы Pink Floyd.

## Детство и юность
Харпер родился в 1941 году в пригороде Манчестера в Англии. После смерти матери Роя воспитывали его отец и мачеха, с которой у них были разногласия по причине её приверженности учениям религиозной группы Свидетели Иеговы. Позднее антирелигиозные взгляды Харпера нашли отражение в его музыкальном творчестве.
В возрасте десяти лет он начал поигрывать музыкальную самодеятельность со своим старшим братом Дэвидом (в альбоме Flat Baroque and Berserk он значится как «Davey») и увлекаться блюзом. Харпер покинул школу в пятнадцать лет и присоединился к Королевским Вооруженным Силам. Для него это закончилось отказом подчиниться жесткой дисциплине и симулированием безумия, с последующим отстранением от военных действий и в результате лечением с применением электрошока. По окончании полной демобилизации, Харпер двинулся бороздить просторы Европы вплоть до 1964 года, когда он вернулся в Англию и присоединился к знаменитому Лондонскому Сохо фолк клубу — Les Cousins.

## 1960-е
Первый альбом Харпера, получивший название The Sophisticated Beggar, был издан в 1966 году, после того, как Роя заметили в Лондонском Сохо фолк клубе, и он спел для записывающей компании Strike Records Питера Ричарда. Альбом представлял собой поэзию Харпера, подкрепленную акустической гитарой, и был записан с помощью магнитофона Revox.
CBS Records распознала в записях потенциальные возможности Харпера и наняла продюсера Шэла Тэлми (Shel Talmy), чтобы тот аранжировал второй альбом Харпера Come out Fighting Genghis Smith, выпущенный в 1968 году. Одиннадцатиминутная композиция «Circle» расширила музыкальный стиль Харпера за пределы традиционной фолк-музыки, привычной для того времени.
Третий альбом, Folkjokeopus, увидевший свет в 1969 году, по настроению похож на предыдущий. Folkjokeopus включает композицию на семнадцать минут «McGoohan’s Blues», которой Харпер приписывает главное течение альбома. Название ссылается на актёра Патрика МакГуэна, звезду тогдашнего телевизионного сериала «Заключённый». В мае 1968 года Харпер начинает регулярно появляться на бесплатных концертах в лондонском Гайд-парке, привлекая поклонников андеграундной музыки.
Вслед за первым туром Харпера по США последовал его четвёртый альбом, Flat Baroque and Berserk, вышедший в 1970 году. Группа The Nice приняла участие в песне «Hell’s Angels». Звучание песни было создано с помощью педали wah-wah, присоединённой к гитаре Харпера. Альбом был началом долгой и временами конфликтной ассоциации Харпера с Harvest Records, дочерней компанией EMI.

## 1970-е
После Фестиваля Bath в 1970 году, Led Zeppelin написали песню «Hats Off to (Roy) Harper», которая появилась в альбоме Led Zeppelin III. По словам Джимми Пэйджа, группа с восхищением отнеслась к тем принципам, которые отстаивал Рой Харпер, и к тому, что он не продался и не попал под влияние коммерции. В знак взаимной признательности к их работе, Харпер часто сопровождал живые выступления Led Zeppelin в более позднее десятилетие, а также содействовал в фотографировании к альбому Physical Graffiti. Помимо этого, Рой появляется в фильме 1976 года «The Song Remains the Same».
В 1970-е годы была популярна четвертая песня из альбома Харпера — «Stormcock», которая представляла собой эпическую поэму с участием Джимми Пэйджа на гитаре, в оркестровой обработке Дэвида Бедфорда (David Bedford). Дэвид сотрудничал с Харпером и в последующих релизах. В 1972 году Харпер дебютировал в фильме «Made» режиссёра Джона Маккензи (John Mackenzie) в роли Майка Престона. Саундтрек к фильму появился на следующий год с названием Lifemask. Его следующий альбом Valentine был выпущен на День Святого Валентина, 14 февраля 1974 года, и включал в себя сопровождение Джимми Пэйджа. Концерт, посвященный выходу нового альбома, прошёл в лондонском Rainbow Theatre с участием Пэйджа, Бедфорда, Ронни Лейна на бас-гитаре и Кита Муна за ударной установкой. Вскоре после концерта вышел альбом с живого выступления — Flashes from the Archives of Oblivion.
С 1975 по 1978 год Харпер пробыл большую часть времени в США. Релиз альбома Wish You Were Here группы Pink Floyd в 1975 вышел с участием Харпера в песне «Have a Cigar», где ему принадлежал основной вокал. Дэвид Гилмор ответил благодарностью, появившись в следующем альбоме Роя Харпера — HQ, вместе с подыгрывающей группой под названием Trigger: Крис Спеддинг на гитаре, Дэйв Кокрейн  на бас-гитаре, Билл Бруфорд и Джон Пол Джонс. Сингл «When an Old Cricketer Leaves the Crease» на данный момент — наиболее известная и самая продаваемая соло-запись Харпера. Также Харпер был соавтором песни «Short and Sweet» для первого сольного альбома Гилмора, изданного в 1978 году.
Разногласия возникли по поводу альбома Bullinamingvase 1977 года, когда станция технического обслуживания Watford Gap оскорбилась на лирику в песне «Watford Gap», которая критиковала их еду («Watford Gap, Watford Gap / A plate of grease and a load of crap…» — « …/ Тарелка жира и обилие дерьма..»). Харпера принудили изъять альбом, предотвратив его дальнейшее распространение, однако он вновь появился в позднем переиздании диска в США LP. Альбом также включает в себя композицию «One of Those Days in England» с бэк-вокалом Пола и Линды МакКартни, занявшую топ 40. В апреле 1978 Харпер начал писать лирику для следующего альбома Led Zeppelin с Джимми Пэйджем, но проект был отложен, когда Роберт Плант вернулся после годичного перерыва из-за смерти своего пятилетнего сына от желудочной инфекции.
К тому времени Харпер подписал контракт с отделом US Chrysalis Records, которые выпустили альбом HQ с другой обложкой и названием (When an Old Cricketer Leaves the Crease). На территории США Chrysalis также изменила название следующего альбома Харпера Bullinamingvase, назвав его One of Those Days in England. В 1978 US Chrysalis выпустили первые четыре плодотворных альбома Харпера, только один из которых (Flat, Baroque and Berserk) до этого издавался в Америке.
В течение семидесятых в качестве основного продюсера Роя Харпера выступал Питер Дженнер.

## 1980-е
Релиз 1980 года «The Unknown Soldier» — последний альбом Харпера, записанный в студии Abbey Road Studios, при участии Дэвида Гилмора в четырёх треках, с версией Харпера «Short and Sweet» включительно. Кейт Буш также появилась в альбоме в песне «You», исполненной дуэтом с Харпером. Этот альбом был окончанием отношений Харпера с компанией EMI Records.
В 1980 году Харпер исполняет бэк-вокал к песне «Breathing» в альбоме Кейт Буш Never For Ever.
Альбом 1982 года «Work of Heart» был выпущен на сформированном Харпером собственном записывающем лейбле вместе с Марком Томпсоном (сыном участника антиядерной кампании Эдварда Палмера Томпсона, названного Public Records. В противопоставление своей финансовой ситуации на тот момент, Рой высказывается следующим образом: «Лично я не сомневаюсь, что именно начало восьмидесятых стали годами деградации в моей музыкальной жизни».
На протяжении 1984 года Харпер путешествовал по Великобритании с Джимми Пэйджем, преимущественно исполняя акустический сет на фолк фестивалях в различных обликах: как The MacGregors, и как Themselves. Они выпустили альбом «Whatever Happened to Jugula?» под именем Харпера в кооперации с Джимми Пэйджем. Этот альбом восстановил интерес к личности Роя и его музыке. Тони Франклин, бас-гитарист группы Харпера, позже присоединился к Пэйджу в The Firm.
В апреле 1984 года Рой Харпер и Гилмор исполнили песню «Short and Sweet» (соавторами которой они оба являются) в течение трёх гилморовских представлений в The Hammersmith Odeon в Лондоне. Версия этого выступления позднее появилась в концертной видеозаписи «David Gilmour Live 1984».
В 1987 году Рой сотрудничал с EMI для релиза «Descendants Of Smith», альбом содержал семь важных для Роя треков, но его значение недооценено. После этого он и EMI расходятся вновь, Харпер наследует запись и изменяет название на «The Garden Of Uranium».

## 1990-е
Девяностые годы обернулись для Харпера весьма продуктивным десятилетием, привнесшим релизы четырёх студийных альбомов: «Once» (1990), «Death or Glory?» (1992), «Commercial Breaks» (1994), «The Dream Society» (1998) и восьми альбомов с концертов музыканта: «Unhinged» (1993), «Live At Les Cousins» (1996), и ещё шесть индивидуальных дисков, записанных BBC (1997).
Также Рой выпустил видеозапись живого выступления «Once» (1990), Мини-альбом «Burn the World» (1990) (Мини-альбом (EP диск, Extended play) — диск или виниловая запись в Англии, которая состоит более, чем из одного сингла, но в то же время треков не достаточно, чтобы присвоить записи титул альбома), CD сингл «The Methane Zone» (1992), ограниченный выпуск кассет с концерта "Born in Captivity II "(1992), сборник "An Introduction to ….. "(1994), коллекция поэзии и речевых треков «Poems, Speeches, Thoughts and Doodles» (1997), и переиздание «Descendants of Smith» (релиз 1986 года) переименованное в «Garden of Uranium» (1999).
В то время как публичная деятельность Харпера снизилась с 1986 года, тур с альбомом 1990 года «Once» при участии Дэвида Гилмора, Кейт Буш и Найджела Джонса (Nigel Mazlyn Jones) привлёк внимание к персоне Роя. После окончания его супружеской жизни с Джеки (Jacqui) Харпер издал меланхоличный альбом «Death or Glory?» 1992 года, который включает в себя некоторое количество песен и разговоров Роя о его утрате и боли, что он испытывает. В продолжение тура его эмоциональная реакция на эту потерю была особенно очевидна[кому?].
На протяжении всего десятилетия харперовское влияние в музыке угадывается в творчестве более молодых музыкантов, некоторые из них исполняют кавер-версии его песен, другие приглашают принять участие в создании их альбомов. В 1995 году Харпер вносит свои разговоры в альбом «The Edges of Twilight» группы The Tea Party’s. В 1996 Рой цитирует свои высказывания из альбома «Whatever Happened to Jugula?» в альбоме «Eternity» группы Anathema (также в альбоме есть кавер версия на песню «Hope»).
Рой исполняет песню «Up the 'Pool» группы Jethro Tull в их трибут-альбоме «To Cry You A Song — A Collection Of Tull Tales», и в 1998 году Ян Андерсон (Ian Anderson) подыгрывает на флейте в песне «These Fifty Years» с харперовского альбома «The Dream Society», концептуального альбома, базирующегося на жизни Харпера, его молодости в основном.
Среди артистов, исполняющих песни Харпера (или композиции в рамках его альбомов) в течение десятилетия, были: Dean Carter, Ava Cherry & The Astronettes, Green Crown, The Kitchen Cynics, The Levellers, Roydan Styles и Pete Townshend.

## 2000-е

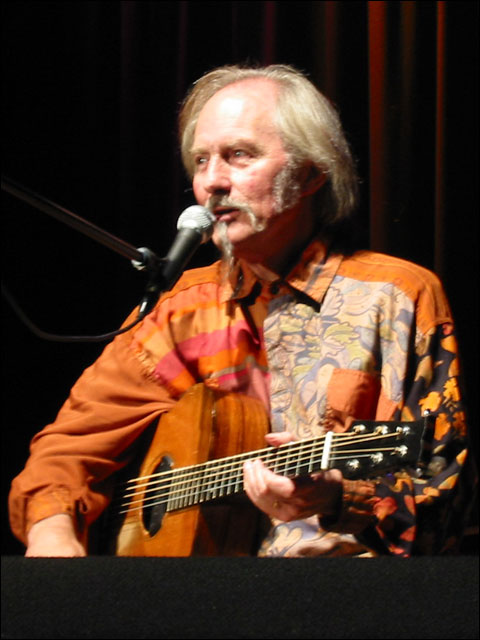
Рой Харпер в 2001-м году

В 2000 году Харпер выпустил практически целиком акустический альбом «The Green Man», с гитарным сопровождением Джеффа Мартина (англ. Jeff Martin) из The Tea Party, и использованием hurdy-gurdy — старинным струнным музыкальным инструментом и другими многочисленными инструментами.
В июне 2007 года Рой Харпер отметил своё шестидесятипятилетие концертом в лондонском концертном зале Royal Festival Hall, пригласив множество артистов выступать в роли гостей. Вскоре последовало издание юбилейного концерта на двойном CD «Royal Festival Hall Live — June 10th 2001».
В 2003 году Харпером была выпущена книга «The Passions of Great Fortune», содержащая всю лирику к его альбомам и синглам, включая огромное количество фотографий и комментариев к его песням.
В апреле 2005 года он выпустил сингл «The Death of God» протяженностью 13 минут, осуждающую вторжение в Ирак в 2003 году, на гитаре — Мэт Черчилл (англ. Matt Churchill), который также пригласил Харпера на сцену своего концерта. Май 2005 года стал очевидцем релиза последнего альбома Харпера — «Counter Culture», двойного альбома, включившего песни за 35-летний период музыкального творчества Харпера. «Counter Culture» получил пятибалльную оценку от журнал UNCUT.
В 2005 году вышел диск в пользу Всемирного Фонда Дикой природы (World Wide Fund For Nature) организации Ulster Wildlife Trust. «The Wildlife Album» содержит 18 треков, один из которых представляет собой прочтение отрывка из кэрроловской «Алисы» — «Jabberwocky», исполненное Харпером.
В 2006 году Харпер выпустил свой первый DVD диск «Beyond the Door». DVD составлен из кусочков отснятых материалов, записанных в 2004 году в Ирландском фолк клубе «De Barra’s» г. Корк. Издание также содержит 10 музыкальных аудиотреков на CD диске и отзыва от журналов Mojo, UNCUT и Classic Rock.
В сентябре 2007 года Харпер поддерживает Джоанну Ньюсом (Joanna Newsom) на выступлении в Royal Albert Hall. Необыкновенное впечатление на Ньюсом произвел альбом Роя 1971 года — «Stormcock» и это послужило вдохновением к созданию её второго альбома «Ys».
Последние пять лет Харпер посвятил себя сбору материалов всех его работ различных форматов.

## Награды
«HQ» заслужил награды « Запись Года» в Португалии в 1975 году. В тот год Харпер также удостоился похожей награды в Финляндии за этот же альбом.
Work of Heart был награждён как Альбом Года в 1982 газетой The Sunday Times. После важной индивидуалистической и непоколебимой карьеры, имевшей продолжение 40 лет, Харпер получил Награду Героя Мојо (Mojo Hero Award) от журнала Mojo 16 июня 2005 года в Лондоне, Porchester Hall. Награда была вручена другом и музыкальным сотружеником Джимми Пэйджем.

## Ник Харпер
Один из сыновей Роя, Ник Харпер, — успешный исполнитель и композитор. Иногда он совершал туры и записывался с Роем, появляясь в роли гитариста в некоторых альбомах Харпера с 1985 года.

## Дискография

### Студийные альбомы
- 1966 — Sophisticated Beggar
- 1968 — Come out Fighting Ghengis Smith
- 1969 — Folkjokeopus
- 1970 — Flat Baroque and Berserk
- 1971 — Stormcock
- 1973 — Lifemask
- 1974 — Valentine
- 1975 — HQ (название в США: When An Old Cricketer Leaves The Crease)
- 1977 — Bullinamingvase (название в США: One of those Days in England)
- 1980 — The Unknown Soldier
- 1982 — Work of Heart
- 1984 — Born in Captivity
- 1988 — Descendants of Smith
- 1988 — Loony on the Bus
- 1990 — Once
- 1992 — Death or Glory?
- 1994 — Commercial Breaks (изначально не был издан с 1977 года, 9 из 12 треков появились на Loony on the Bus)
- 1998 — The Dream Society
- 1999 — Garden of Uranium (переиздание Descendants of Smith)
- 2000 — The Green Man
- 2013 — Man & Myth

### Альбомы с концертных выступлений
- 1974 — Flashes From The Archives Of Oblivion
- 1986 — In Between Every Line
- 1992 — Born in Captivity II (Limited edition Cassette)
- 1993 — Unhinged (изданная версия Born in Captivity II)
- 1996 — Live At Les Cousins
- 1997 — The BBC Tapes - Volume I (1969 - 1973)
- 1997 — The BBC Tapes - Volume II (In Concert 1974)
- 1997 — The BBC Tapes - Volume III (BBC Sessions 1974)
- 1999 — The BBC Tapes - Volume IV (In Concert 1975)
- 1997 — The BBC Tapes - Volume V (BBC Sessions 1975 - 1978)
- 1997 — The BBC Tapes - Volume VI (In Concert 1978 with Andy Roberts)
- 2001 — Royal Festival Hall Live - June 10th 2001

### Прочие записи
- 1978 — Harper 1970-1975
- 1994 — Death or Glory? (ремиксы на 1 и 9 песни)
- 1994 — An Introduction to .....
- 1997 — Song Of The Ages (CD A 3 — коллекция интервью с РОем Харпером)
- 1997 — Poems, Speeches, Thoughts and Doodles (коллекция разговоров под аккомпанемент)
- 2001 — Hats Off (сборник совместных песен)
- 2001 — East of the Sun (сборник любовных песен)
- 2002 — Today Is Yesterday (сборник редких записей, демозаписей и неизданных материалов за 1964—1967 года)
- 2005 — Counter Culture
- 2007 — From Occident to Orient (изначально издан только в Японии)

### Саундтреки
- 1973 — Lifemask

### Совместные работы с другими музыкантами
- 1975 — Have a Cigar (главный вокал по приглашению Pink Floyd)
- 1985 — Whatever Happened to Jugula? (Альбом совместно с Джимми Пейджем)
- 1995 — The Edges of Twilight (спрятанный разговорный трек по приглашению The Tea Party)
- 1995 — «Time» (главный вокал в песне The Tea Party из альбома Alhambra)

### Синглы,мини-альбомы
- 1966 — Take Me Into Your Eyes / Pretty Baby
- 1967 — Midspring Dithering / Zengem
- 1968 — Life Goes By / Nobody's Got Any Money In The Summer
- 1972 — Bank Of The Dead / Little Lady
- 1974 — (Don't You Think We're) Forever / Male Chauvinist Pig Blues (live)
- 1974 — Home (Live) / Home (Studio)
- 1975 — When An Old Cricketer Leaves The Crease / Hallucinating Light (live)
- 1975 — Grown-Ups Are Just Silly Children / Referendum (Legend)
- 1977 — One of Those Days in England / Watford Gap
- 1977 — One of Those Days in England / Watford Gap [DEU]
- 1977 — Sail Away / Cherishing The Lonesome
- 1978 — When An Old Cricketer Leaves The Crease / Home (studio)
- 1980 — Playing Games / First Thing In The Morning
- 1980 — Short and Sweet / Water Sports / The Unknown Soldier
- 1982 — No-One Ever Gets Out Alive / Casualty (live — Glastonbury 1982)
- 1983 — I Still Care / Goodbye Ladybird (Acoustic)
- 1985 — Elizabeth / Advertisement / I hate the white man (live) (12" Single)
- 1988 — Laughing Inside / Laughing Inside (Acoustic)
- 1990 — Burn the World (2 композиции CD / EP)
- 1992 — The Methane Zone (4 композиции CD / Single)
- 2005 — The Death of God (2 композиции CD / Single)

### Записи
- 2005 — The Passions of Great Fortune, Vol.1 (iTunes Download)

## Видеография
- 1984 — Stonehenge 84
- 1986 — Live in your Living Room
- 1990 — Once
- 2006 — Beyond the Door (DVD)

## Фильмография
- 1972 — Made
- 1976 — The Song Remains the Same